# Txigàixet
Txigàixet (en rus: Чигашет) és un poble (un possiólok) del krai de Krasnoiarsk, a Rússia, segons el cens del 2010 tenia 118 habitants. Pertany al districte municipal d'Àban.